# Leopoldo Serantes
Leopoldo Serantes (Bicol, 15 maart 1962 – Quezon City, 1 september 2021) was een Filipijns bokser. Serantes behaalde op de Olympische Spelen van 1988 een bronzen medaille in de categorie lichtvlieggewicht.

## Carrière
Leopoldo Serantes werd geboren op 15 maart 1962 en groeide op op het Bicolschiereiland. Hij maakte in de jaren 1980 deel uit van de Filipijnse nationale boksselectie en boekte zijn eerste succes op de Zuidoost-Aziatische Spelen van 1985 in Thailand waar hij er als enige Filipijnse bokser in slaagde een gouden medaille te winnen door in de onder 48kg finale thuisfavoriet Supad Boonrowd te verslaan. Twee jaar later verdedigde hij zijn titel in de categorie lichtvlieggewicht op de Zuidoost-Aziatische Spelen van 1987 in Indonesië. 
Een jaar later deed hij namens de Filipijnen met aan de Olympische Spelen van 1988 in Los Angeles. Serantes was de enige Filipijnse bokser die de hooggespannen verwachtingen in de Filipijnen in het olympisch bokstoernooi waar wist te maken. Drie van de vier boksers verloren direct hun eerste wedstrijd. Serantes, die de eerste ronde kon overslaan met een bye, versloeg in de tweede ronde de Egyptenaar Moustafa Hassan en in de derde ronde de Liberiaan Sam Steward. In de kwartfinale verzekerde hij zich met de winst op de Marokkaan Mahjoub M’jirih van een bronzen medaille. In de daaropvolgende halve finale verloor hij echter met 5-0 kansloos van de Bulgaar Ivailo Marinov. De bronzen medaille van Serantes werd in de Filipijnen uitbundig ontvangen. Het was de eerste Filipijnse medaille op een Olympische Spelen in 24 jaar tijd. De laatste Filipijnse sporter die dat voor Serantes presteerde was bokser Anthony Villanueva, die op de Spelen van 1964 een zilveren medaille won.
Na terugkeer in de Filipijnen gingen Serantes aan de slag als coach in de staf van de Filipijnse boksselectie.
Serantes overleed op 1 september 2021 op 59-jarige leeftijd in het Veterans Memorial Medical Center aan de gevolgen van COPD. Eerder dat jaar was Serantes opgenomen in de Philippine Sports Hall of Fame (PSHOF). Serantes was getrouwd met Divina Serantes en samen kregen ze zes kinderen.

## Resultaten op de Olympische Spelen
| 1988 | 1e ronde: bye 2e ronde: winst op EGY Hassan Mustafa RSC 2 3e ronde: winst op LBR Sammy Stewart 5-0 Kwartfinale: winst op MAR Mahjoub Mjirich RSC 3 Halve finale: verloren van BUL Ivailo Khristov 0-5 |